# Геронов шар

Анимация работы шара

Геро́нов шар (aeolipile, эолипил, геронова турбина) — прототип паровой турбины, созданный в I веке Героном Александрийским и описанный им в трактате «Пневматика» (Πνευματικά) под названием эолипил, что в переводе с греческого означает «шар бога ветров Эола».
Геронов шар состоит из нагретого котла и турбины в виде сферы на оси. По кругу шар имеет два патрубка (сопла), направленных противоположно. Из котла пар подаётся к шару через полую ось и вылетает из неё через сопла. Внутренняя энергия водяного пара превращается в механическую энергию вращения шара. Геронов шар является прообразом реактивных двигателей.
В течение многих веков турбина Герона оставалась технической забавой или игрушкой. Современные макеты Геронова шара, построенные по чертежам Герона, способны совершать до 3500 оборотов в минуту.